# 506. padalski pehotni polk (ZDA)
506. padalski pehotni polk (izvirno angleško 506th Parachute Infantry Regiment; kratica 506. PIR) je bila padalska enota Kopenske vojske Združenih držav Amerike.

## Zgodovina
Polk je bil ustanovljen 20. julija 1942 v Camp Toombsu. Decembra istega leta je bil premeščen v Fort Benning in februarja 1943 v Camp Mackall. Junija 1943 je bil dodeljen 101. zračnoprevozni diviziji. Med vojno je opravil dva bojna skoka: Overlord in Market Garden. Polk je bil razpuščen 30. novembra 1945 v Auxerreju (Francija).